# 황보석
황보석(1953년 ~ )은 대한민국의 영어 번역가이다. 충청북도 청주시 출신으로 청주중·청주고와 서울대학교 불어불문학과를 졸업했다. 영문 잡지사 편집기자, 출판사 편집장, 주간을 거쳐 1983년 이후로는 번역을 업으로 삼았다. 150여 권의 영어, 프랑스어, 독일어 문학작품들을 번역했고 편저로는 기초 프랑스어와 기초 프랑스어 회화가 있다. 《뉴욕 3부작》, 《달의 궁전》, 《환상의 책》 등 폴 오스터의 여러 작품들을 번역하였다.

## 저작
- 폴 오스터 작품(열린책들)
  - 거대한 괴물
  - 공중 곡예사
  - 기록실로의 여행
  - 뉴욕 3부작
  - 달의 궁전
  - 리바이어던
  - 브루클린 풍자극
  - 신탁의 밤
  - 타자기를 치켜세움

- 존 치버 작품(문학동네)
  - 기괴한 라디오
  - 그게 누구였는지만 말해봐
  - 돼지가 우물에 빠졌던 날
  - 사랑의 기하학
  - 불릿파크

- 갈매기의 꿈(리처드 바크, 지경사)
- 나는 훌리아 아주머니와 결혼했다(마리오 바르가스 요사, 문학동네)
- 러브 스토리(에릭 시걸, 문예출판사)
- 마지막 날의 시작(메리 웨슬리, 문예출판사)
- 백년보다 긴 하루(친기즈 아이트마토프, 열린책들)
- 새의 노래(서배스천 폭스, 열린책들)
- 셀프(얀 마텔, 작가정신)
- 에라스무스, 사랑에 빠지다(페터 회, 청미래)
- 작은 것들의 신(아룬다티 로이, 문이당)
- 정신병리학의 문제들(지크문트 프로이트, 열린책들)
- 천사의 분노(시드니 셸던, 범우사)
- 하모니 실크 팩토리(타시 오, 작가정신)